# Ctenognophos ventraria
Ctenognophos ventraria är en fjärilsart som beskrevs av Achille Guenée 1858. Ctenognophos ventraria ingår i släktet Ctenognophos och familjen mätare. Inga underarter finns listade i Catalogue of Life.